# Pfarrkirche Ludweis

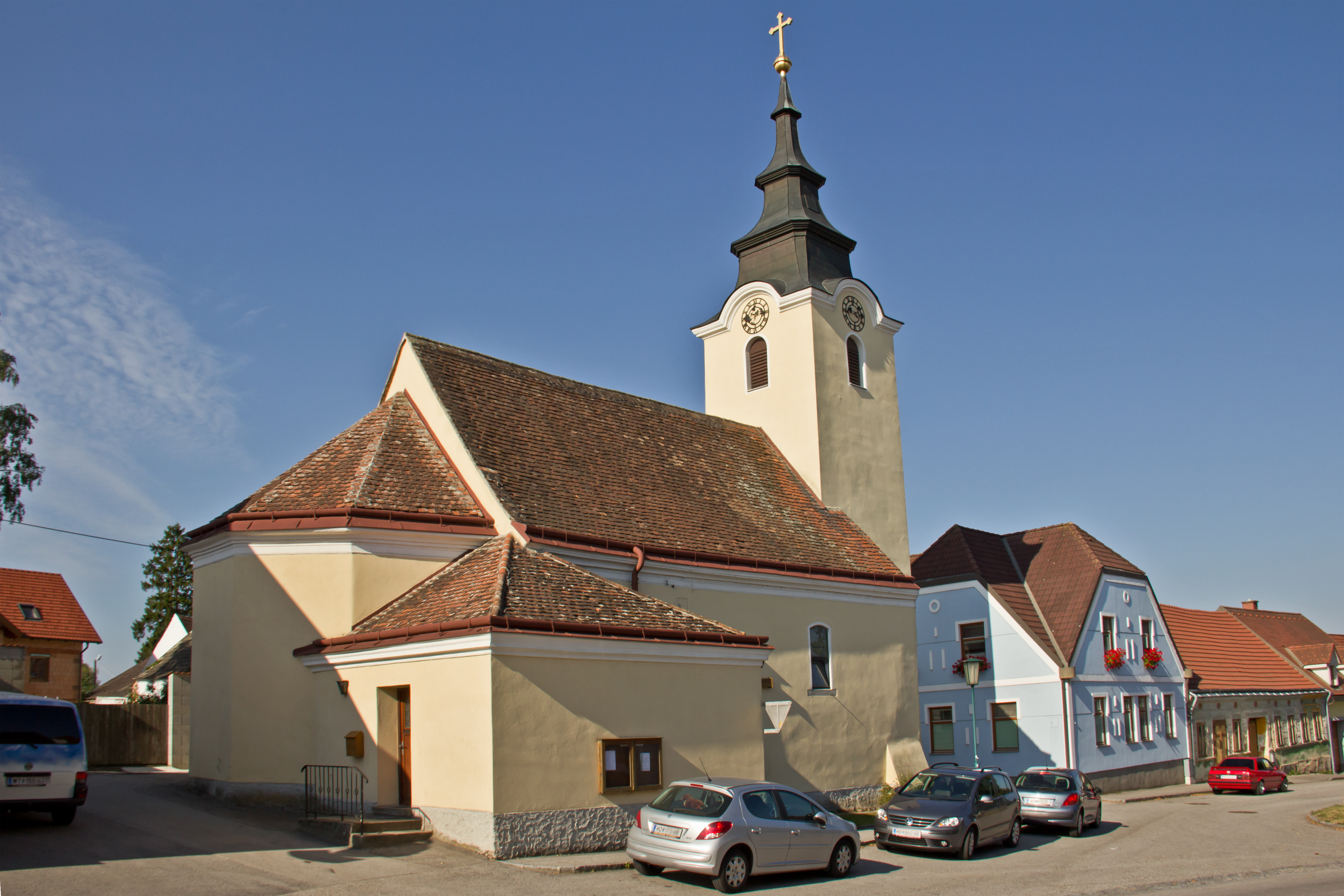
Katholische Pfarrkirche hl. Ägyd in Ludweis

Die Pfarrkirche Ludweis steht südseitig am östlichen Ende des Angers des Dorfes Ludweis in der Marktgemeinde Ludweis-Aigen im Bezirk Waidhofen an der Thaya in Niederösterreich. Die auf den heiligen Ägidius geweihte römisch-katholische Pfarrkirche gehört zum Dekanat Waidhofen an der Thaya in der Diözese St. Pölten. Die Kirche steht unter Denkmalschutz (Listeneintrag).

## Geschichte
Für die Mitte des 12. Jahrhunderts wurde urkundlich eine Kapelle eines ehemaligen Burgbereiches genannt und 1353 örtlich verlegt. 1786 erfolgte die Erhebung zur Pfarre dem Stift Altenburg inkorporiert. 1928 war eine Restaurierung. 1949 wurde das Langhaus neu eingewölbt und baulich verändert.

## Architektur
Der schlichte barocke Kirchenbau hat einen Westturm.
Der Westturm mit rundbogigen Schallfenstern und einem geschwungenen Pyramidenhelm zeigt über einem profilierten Rechteckportal ein Doppelwappen mit 1655, der obere Teil des Turms wurde 1835 aufgesetzt. An das Langhaus schließt ein eingezogener Chor mit einer wohl gotischen Grundform mit einem Fünfachtelschluss an. Mit der Neueinwölbung 1949 erhielt die Kirche erneuerte Flachbogenfenster. Die Sakristei ist nordseitig angebaut.
Das Kircheninnere zeigt ein tonnengewölbtes Turmerdgeschoß. Das Langhaus ist überwölbt. Der eingezogene Triumphbogen mit einem Kämpfergesims ist rundbogig. Der Chor hat ein Stichkappengewölbe.

## Ausstattung
Die Einrichtung ist teils neobarock aus 1912. Der Hochaltar hat einen Tabernakel in einer bekrönten Nische mit der Figur hl. Ägidius. Der Seitenaltar als Volutenretabel zeigt das Herz Jesu.
Die Kreuzwegbilder entstanden 1831. Der neugotische Taufstein aus Rotmarmor ist aus 1912.
Das arkadierte Orgelgehäuse befindet sich in der Brüstung einer Holzempore. Der Orgelwerk baute Josef Huber 1930.